# Епізоди: Історії незалежної України
«ЕПІЗОДИ» — цикл документальних фільмів української студії KNIFE! Films. Наразі складається з трьох повнометражних фільмів, які доступні на стримінґових платформах Netflix та Київстар ТБ.. Автори серіалу — режисер Артем Григорян та продюсер Максим Сердюк.

## Опис
Документальний серіал «Епізоди» — це історії незалежної України. Вони здаються такими різними, але водночас дуже схожі: наївні, сумні, амбітні. Це визначні події, на яких виросли цілі покоління. Розповіді від перших осіб із використанням унікальних архівних матеріалів.

## Задум і виробництво
Про проєкт вперше було повідомлено 4 квітня 2024 року, а 5 квітня 2024 року вийшов перший тизер-трейлер.

## Творча команда
- Режисер та режисер монтажу — Артем Григорян
- Продюсер — Максим Сердюк
- Сценарій — Вадим Переверзєв, Ярослав Коротков
- Оператор-постановник — Ілля Михайлусь
- Композитори — Михайло Клименко, Максим Сікаленко
- Звукорежисер — Дмитро Олексюк
- Лінійний продюсер — Максим Іщенко
- Продюсерка постпродакшну — Ксенія Шубеляк

## Формат
Знято серіал у форматі розповіді від перших осіб із використанням унікальних архівних матеріалів.

## Серії фільму
- «ЕПІЗОДИ: Україна на Мундіалі», присвячений виходу на чемпіонат світу збірної України з футболу у 2006 році.[4]
- «ЕПІЗОДИ: Тінь Чорнобиля», присвячений початку гейм-індустрії в Україні та, зокрема, розробці гри S.T.A.L.K.E.R.: Тінь Чорнобиля.[2]
- «ЕПІЗОДИ: Не перемикайтесь!», присвячений українському телебаченню 2000-х років, зокрема проєктам Ігоря Пелиха, Ігоря Кондратюка та Андрія Кузьменка.[5]

## Майбутні серії
Наразі «ЕПІЗОДИ: Не перемикайтесь!» є останнім фільмом в серії і позиціонується як заключний.